# Wiesław Witecki
Wiesław Romuald Witecki (ur. 6 lutego 1923 w Lipnie, zm. 1 grudnia 2009 tamże) – polski nauczyciel, naczelnik miasta Lipna, sportowiec, sędzia sportowy, działacz sportowy i społeczny.

## Wykształcenie i działalność zawodowa
Uczęszczał do Szkoły Powszechnej w Lipnie, a następnie do Gimnazjum i Liceum im. Romualda Traugutta w Lipnie. Do wybuchu II wojny światowej ukończył trzy klasy gimnazjum. Po wyzwoleniu kontynuował naukę i w 1946 zdał egzamin dojrzałości.
Studiował na kierunku matematyczno-przyrodniczym na Uniwersytecie Mikołaja Kopernika w Toruniu (1946-1949).
W 1949 otrzymał uprawnienia do nauczania i podjął pracę w charakterze nauczyciela matematyki i fizyki w Szkole Zawodowej w Lipnie. Pracował tam nieprzerwanie do 1974. Był wychowawcą klasy, do której uczęszczał Lech Wałęsa. W czasie pracy nauczycielskiej pełnił funkcję zastępcy dyrektora szkoły (1949-1974). Dzięki jego zaangażowaniu wybudowano gmach Zespołu Szkół Mechanicznych przy ul. Okrzei (1953).
Był kierownikiem Zakładu Doskonalenia Zawodowego w Lipnie (1956-1980). Kontynuując działalność społeczno-polityczną Ignacego Witeckiego (stryj) i  Wincentego Witeckiego (dziadek) został mianowany naczelnikiem miasta Lipna (1974–1979). Z jego inicjatywy i zaangażowania wybudowane zostały obiekty: Szpital Miejski, Przedszkole Nr 4, Muszla Koncertowa w Parku Miejskim.

## II wojna światowa i okupacja

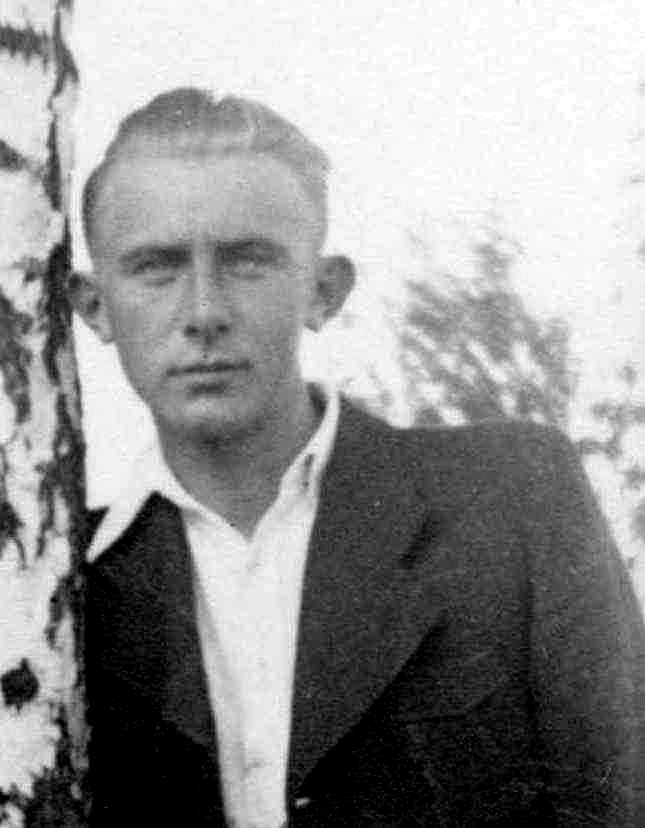
Wiesław Witecki w młodości

W czasie okupacji pracował w niemieckim Urzędzie Gospodarki Wodnej (Reichswasserwirtschaftsamt). Kreślił plany i wykonywał pomiary melioracyjne na terenie powiatu lipnowskiego i włocławskiego.
Od 1942 należał do ZWZ, a następnie do Armii Krajowej. Przysięgę złożył w lesie Złotopolskim na ręce Józefa Sadowskiego (ps. Zagończyk). Przez cały czas pracy konspiracyjnej posługiwał się pseudonimem Bari. Z uwagi na charakter swojej pracy posiadał przepustkę na swobodne poruszanie się po terenach obwodu lipnowskiego. Komendant Miejski AK Stanisław Drzewiecki (ps. Stawunia) przydzielił jemu funkcję łącznika pomiędzy Lipnem a Włocławkiem. Do końca okupacji przewoził zaszyfrowane meldunki na punkty kontaktowe do Włocławka przy ulicy Kaliskiej (skład opałowy) i przy ulicy Warszawskiej (tartak). Wspólnie z bratem Januszem (ps. Dan), wykonywał zdjęcia do dowodów osobistych dla członków ZWZ i AK, którzy ukrywali się przed władzami niemieckimi. Za pomocą radia prowadził stały nasłuch stacji BBC z Londynu i notował komunikaty specjalne, nadawane po wiadomościach (zaszyfrowane za pomocą szeregu cyfr). Zaszyfrowane meldunki ukrywał w książeczkach bibułek do papierosów lub w specjalnie spreparowanym ołówku.
Zaraz po wyzwoleniu Lipna musiał ukrywać się przez kilka dni, ponieważ frontowy oddział NKWD przyszedł do domu by go aresztować. Ojciec jego znający język rosyjski, wyprowadził żołnierzy z domu, wskazując, że rzekomo mieszka u babci. W ten sposób udało mu się uniknąć deportacji. Wszyscy w tym dniu aresztowani nigdy do Lipna nie wrócili.

## Działalność społeczna

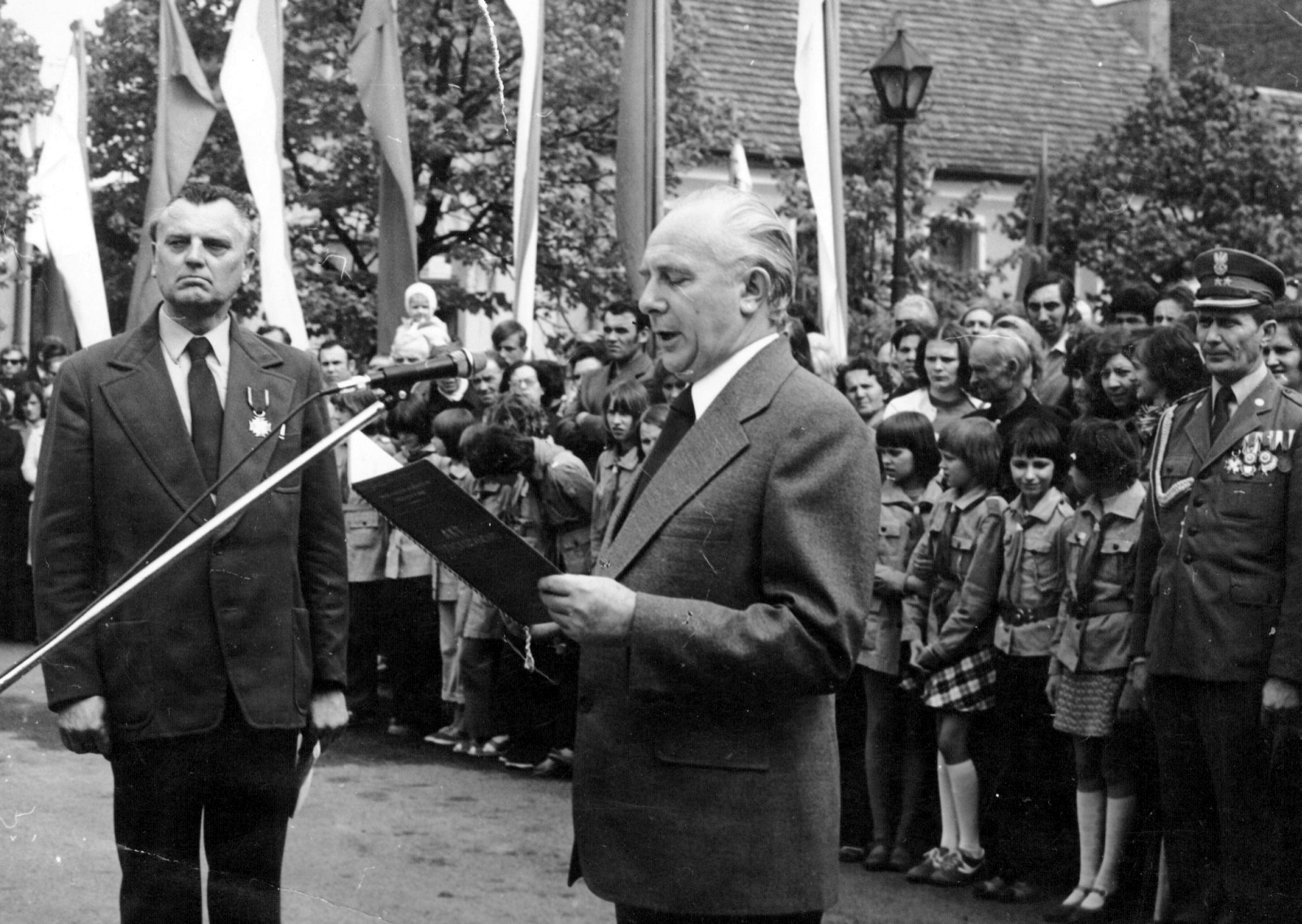
Wiesław Witecki pełniący funkcje naczelnika Lipna

Funkcje pełnione w ramach działalności społecznej:
- Przewodniczący Rady Miejskiej w Lipnie (1984–1990)
- Wiceprezes Koła Miejskiego Armii Krajowej (1994–1998)
- Prezes Zarządu Klubu Sportowego Mień (1980–1985)
- Honorowy prezes klubu Mień (1985–2009)
- Zastępca redaktora naczelnego Gazety Lipnowskiej (1989–2005)
- Członek Towarzystwa Miłośników Ziemi Dobrzyńskiej (1960–2009)
- Wiceprezes Zarządu Powiatowego TPD (1958–1964)
- Ławnik Sądu Powiatowego (1960–1964)
- Członek Kapituły przyznającej tytuł „Zasłużony dla Miasta Lipna”

Kontynuując rodzinną tradycję wstąpił do Ochotniczej Straży Pożarnej w Lipnie (stryj Cezary Witecki był naczelnikiem, a dziadek Wincenty Witecki członkiem zarządu OSP. Pełnił funkcję prezesa Zarządu Miejskiej OSP w Lipnie (1974–1986) oraz przewodniczącego Komisji Rewizyjnej OSP (1980).

## Działalność sportowa

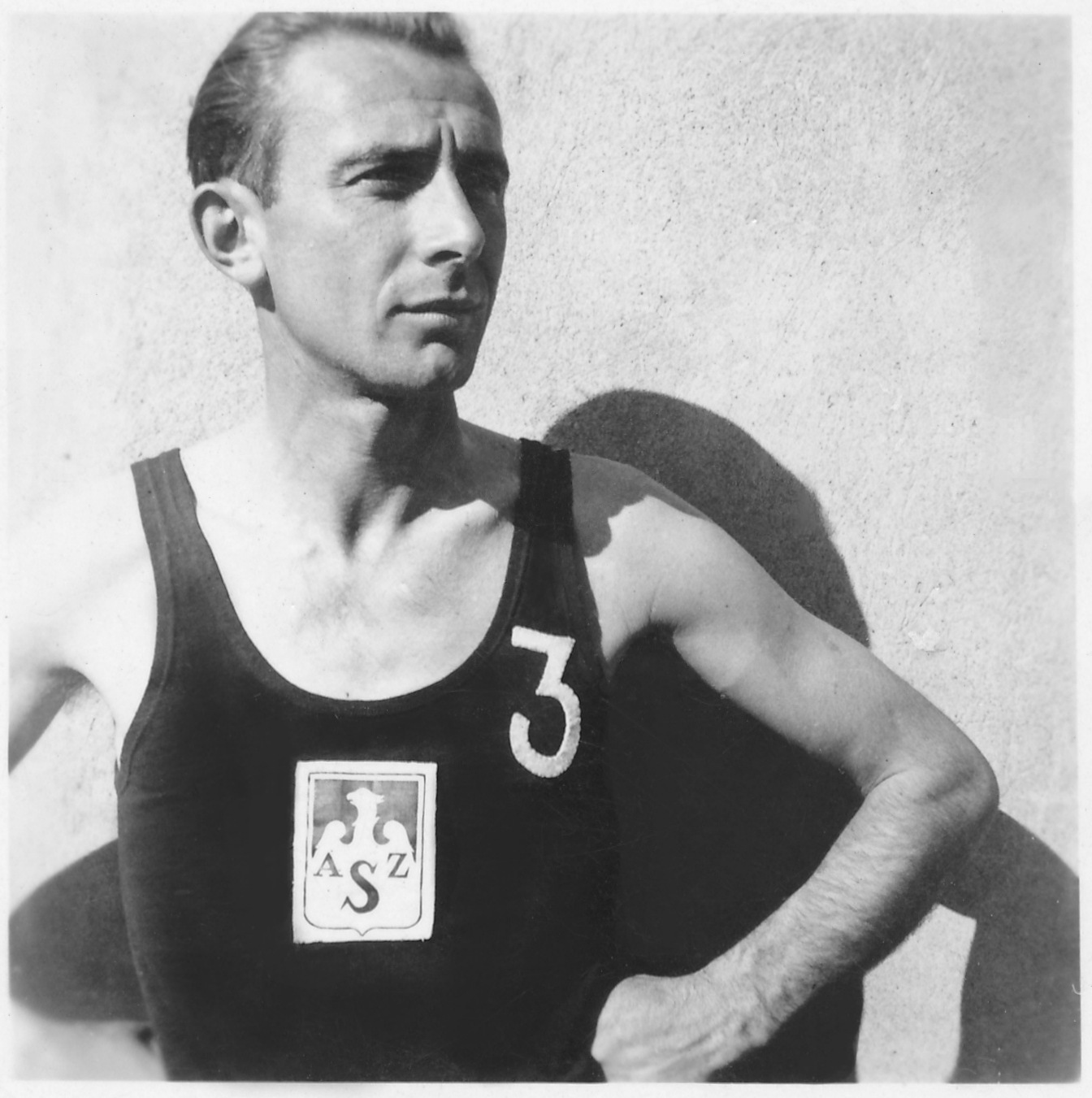
Wiesław Witecki – reprezentant AZS UMK Toruń w piłce siatkowej

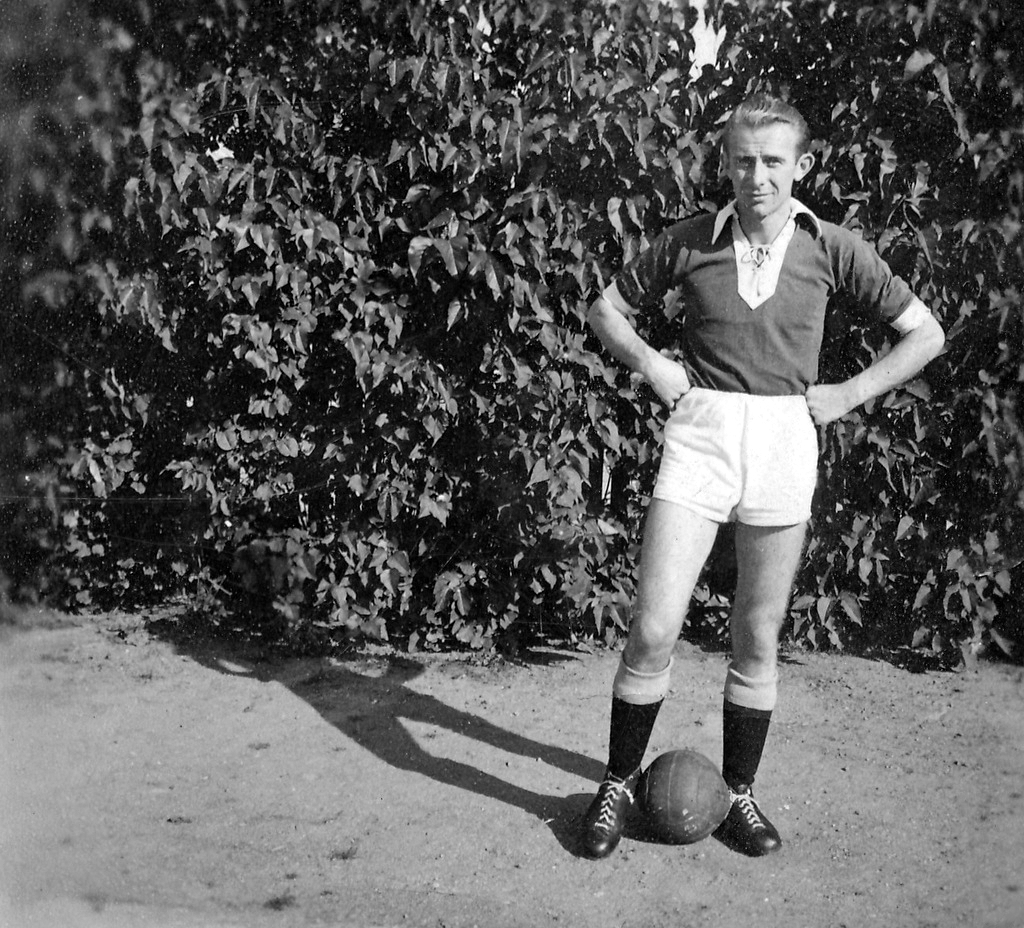
Wiesław Witecki – piłkarz lipnowskiego klubu

Był wybitnym i wszechstronnym sportowcem. Uprawiał dyscypliny sportowe: piłkę nożną, tenis stołowy, tenis ziemny, piłkę siatkową i hokej na lodzie.

### Tenis ziemny
Przed wojną wyróżniał się jako junior w tenisie ziemnym. Inspiracją do sportowej kariery był fakt podarowania młodemu wtedy Wiesławowi przez stryja Romana Witeckiego (prawnika) swojej rakiety tenisowej. W 1938 zdobył tą rakietą II miejsce w Turnieju o Puchar Ziemi Dobrzyńskiej w kategorii juniorów i zakwalifikował się do kadry regionu kujawskiego. Rozwój kariery przerwał wybuch wojny.

### Piłka siatkowa
Podczas studiów był reprezentantem AZS UMK Toruń w piłce siatkowej i w hokeju na lodzie. Od 1946 występował w pierwszej utworzonej po II wojnie światowej sekcji piłki siatkowej klubu OM TUR Lipno.

### Piłka nożna
Grę w piłkę nożną rozpoczął w 1945 stając się zawodnikiem lipnowskich klubów: OM TUR, Związkowiec, ZS Gwardia, i LKS Budowlani. Był wówczas najskuteczniejszym napastnikiem. Wystąpił w 134 spotkaniach strzelając 167 bramek.
Był trenerem piłkarskim. Trenował drużyny juniorskie lipnowskiego klubu.
W latach 70. był działaczem, a w latach 1980–1985 prezesem klubu Mień Lipno. W tym czasie zespół lipnowski po raz pierwszy w historii klubu awansował do III ligi (sezon 1982/1983).
Był sędzią rzeczywistym piłki nożnej (1960–1995). Sędziował około 350 spotkań jako sędzia główny na terenie województwa kujawsko-pomorskiego.

### Tenis stołowy
Największe sukcesy sportowe odnosił w tenisie stołowym. Został trzykrotnym Akademickim Mistrzem Pomorza (w 1947, 1948 i 1950) oraz trzy razy wraz z Józefem Remiszewskim zdobył tytuł Mistrza Pomorza w grze podwójnej (w 1954, 1955 i 1956). Razem z Józefem Remiszewskim reprezentowali klub Spójnia Włocławek. Zespół uzupełniony o Kazimierza Frankiewicza w 1945 zdobył mistrzostwo Pomorza i uzyskał prawo do ubiegania się o I ligę państwową.
W 1960 został członkiem drużyny LKS „Budowlani” w Lipnie, która w 1964 zdobyła mistrzostwo III ligi w tenisie stołowym. W latach 1975–1995 występował w barwach LZS Jastrzębie w III ligowej drużynie tenisa stołowego.
Był również trenerem zespołu LZS Jastrzębie. W 1986 zdobył I miejsce w rozgrywkach wojewódzkich X Ogólnopolskiego Turnieju Tenisa Stołowego Nauczycieli w kategorii mężczyzn powyżej 40. lat.

## Życie prywatne

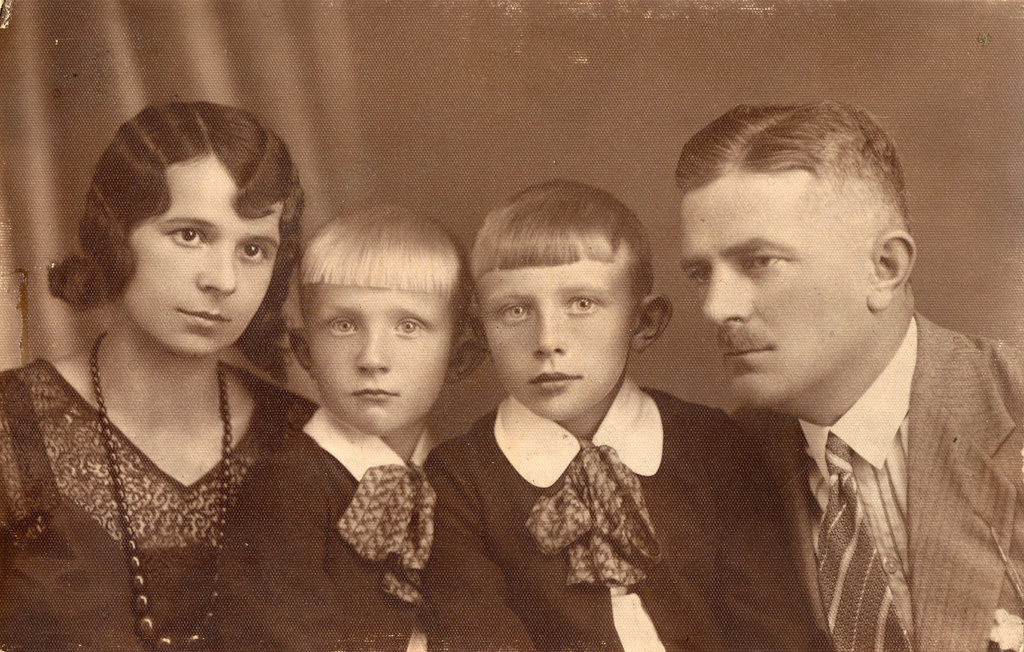
Rodzina Witeckich, lata 30. XX w. Od lewej: Janina (matka), Janusz (brat), Wiesław i Klemens (ojciec)

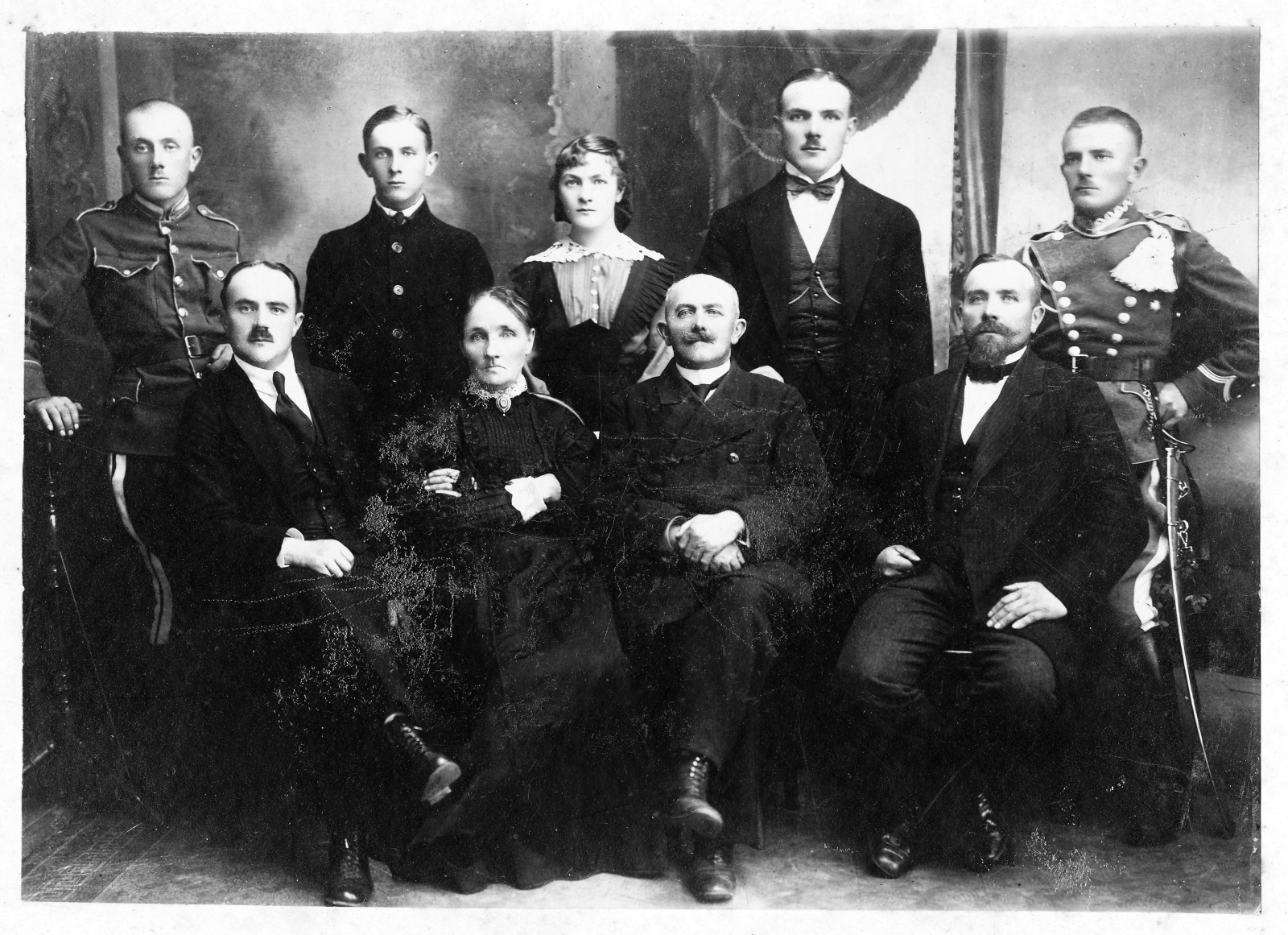
Rodzina Witeckich, lata 20. XX w. Od lewej u góry: Tadeusz, Roman, Henryka, Cezary, Klemens (ojciec). U dołu: Zygmunt, Józefa (babcia), Wincenty (dziadek), Ignacy

Wywodził się z rodziny szlacheckiej.
Był wnukiem Wincentego Witeckiego (właściciel majątku Małomin i radny miasta Lipno) oraz synem Klemensa Witeckiego i Janiny z Grabowskich. Ojciec, urzędnik państwowy, był uczestnikiem wojny polsko-bolszewickiej. Miał młodszego o 3 lata brata Janusza. W 1951 zawarł związek małżeński z Marią Wierzchowską. Miał trzech synów: Marka (zmarł w dzieciństwie), Jacka (inżynier elektronik) i Wojciecha (inżynier mechanik) oraz wnuków: Joannę (inżynier informatyk) i Jakuba (architekt).
W młodości hobbystycznie zajmował się fotografią analogową. W 1969 jego prace zostały zaprezentowane na Wystawie Jubileuszowej „Piękno Ziemi Dobrzyńskiej” zdobywając II nagrodę. Został wyróżniony również przez miesięcznik Fotografia za zdjęcie pt. „Na Krakowskim Rynku” (na zdjęciu syn Wojciech). Jego fotografie i komentarze sportowe publikowane były w Gazecie Lipnowskiej.
Do końca interesował się polityką i sportem.

## Ordery i odznaczenia
Za swoje sukcesy zawodowe i sportowe oraz działalność społeczną na rzecz miasta Lipna otrzymał m.in.:
- Krzyż Kawalerski Orderu Odrodzenia Polski (1985)
- Złoty Krzyż Zasługi (1974)
- Krzyż Armii Krajowej (1995)
- Srebrny Krzyż Zasługi z Mieczami (1944)
- Medal 30-lecia Polski Ludowej (1974)
- Medal 40-lecia Polski Ludowej (1984)
- Medal Za Długoletnie Pożycie Małżeńskie (2003)
- Złoty Znak Związku Ochotniczych Straży Pożarnych Rzeczypospolitej Polskiej (2001)
- Złoty Medal Za Zasługi dla Pożarnictwa (1985)
- Srebrny Medal Za Zasługi dla Pożarnictwa (1981)
- Brązowy Medal Za Zasługi dla Pożarnictwa
- Odznaka Za Zasługi we Współzawodnictwie Przeciwpożarowym (1980)
- Odznaka Strażak Wzorowy
- Odznaka „Za wysługę lat” (XXV)
- Odznaka „Weteran Walk o Wolność i Niepodległość Ojczyzny” (1995)
- Złota Odznaka „Zasłużony Działacz Kultury Fizycznej” (1991)
- Złota Odznaka PZPN (1992)
- Złota Odznaka LZS (1982)
- Srebrna Honorowa Odznaka OZPN Włocławek (1979)
- Medal 80-lecia LKS Mień Lipno (2002)
- Odznaka Zasłużony Działacz ZIW PRL (1976)
- Złota Odznaka ZNP (1973)
- Honorowa Odznaka Rzemiosła (1985)
- Złota Odznaka Zasłużony Działacz TPD (1983)
- Medal Zasłużony dla Miasta Lipna (1998)

## Upamiętnienie

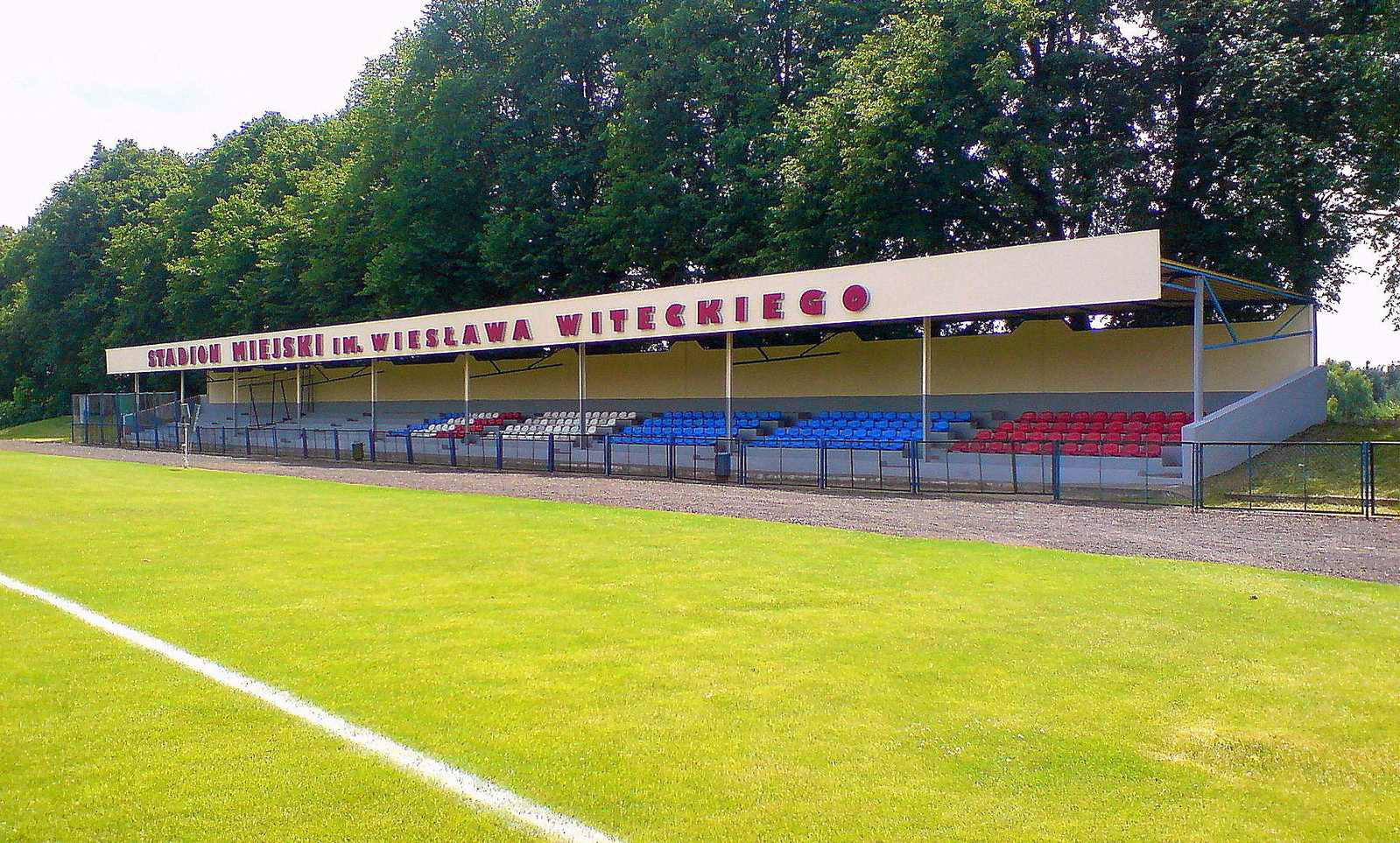
Stadion Miejski imienia Wiesława Witeckiego w Lipnie

Wyróżniony został godnością „Zasłużony dla Miasta Lipna” przez Radę Miejską uchwałą Nr VI/54/99 z dnia 9 kwietnia 1999 r.

Na mocy uchwały Nr XLIII/374/2010 Rady Miejskiej w Lipnie z dnia 28 stycznia 2010 r. stadionowi przy ul. Sportowej 13 w Lipnie nadano nazwę „Stadion Miejski imienia Wiesława Witeckiego”.
Był honorowym członkiem Ludowego Zespołu Sportowego w Jastrzębiu. Z inicjatywy LZS Jastrzębie od 2010 roku odbywa się coroczny Memoriał Wiesława Witeckiego w Tenisie Stołowym.